# Narodowy Ogród Botaniczny
Narodowy Ogród Botaniczny (ang. National Botanic Gardens, irl. Garraithe Náisiúnta na Luais) – ogród botaniczny w Irlandii, znajdujący się w północnej części Dublina, 3,5 km od jego centrum, w Glasnevin pomiędzy rzeką Tolka i cmentarzem Glasnevin.
Kolekcja roślin w ogrodzie liczy ponad 17 tys. gatunków i odmian. W ogrodzie znajdują się klomby i rabaty kwiatowe, rozarium, park leśny i arboretum, stawy, alpinarium, ogród owoców i warzyw, a także szklarnie, w tym palmiarnia. Poza popularyzacją wiedzy o różnorodności świata roślin, ogród zajmuje się ochroną zasobów gatunkowych flory Irlandii, zgromadzonych jest w nim ponad 400 gatunków zagrożonych w tym kraju i innych częściach świata.
Tutaj znajduje się najstarszy i prawdopodobnie najwyższy w Europie okaz sagowca z gatunku Encephalartos woodii uznawanego za wymarły na wolności. Gatunek ten odkryty został pod koniec XIX wieku w Południowej Afryce. Wkrótce potem, w 1905 roku dubliński ogród otrzymał jedną z trzech sadzonek pobranych od tej oryginalnej rośliny.

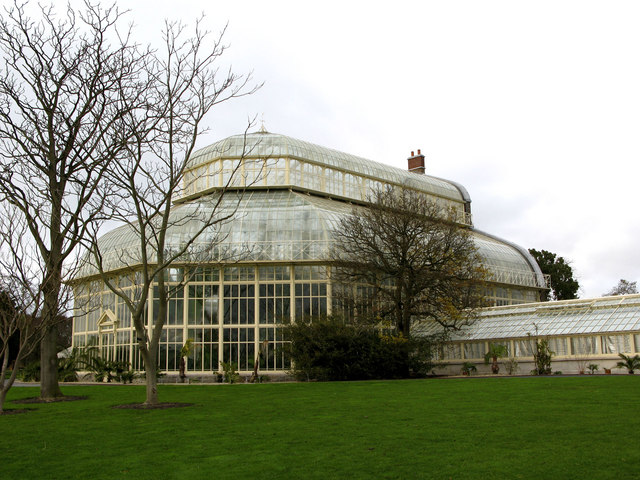
Palmiarnia
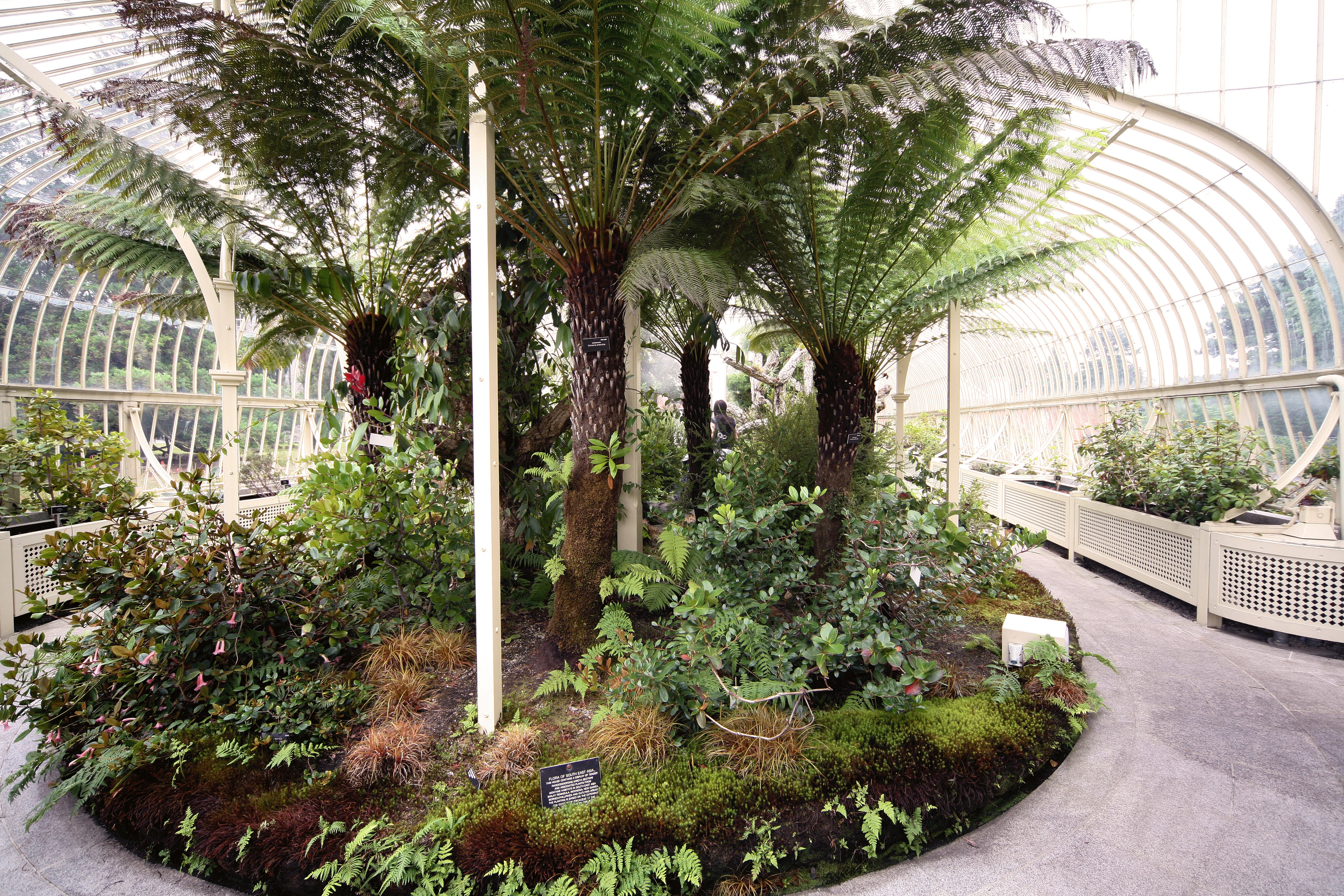
Wnętrze szklarni
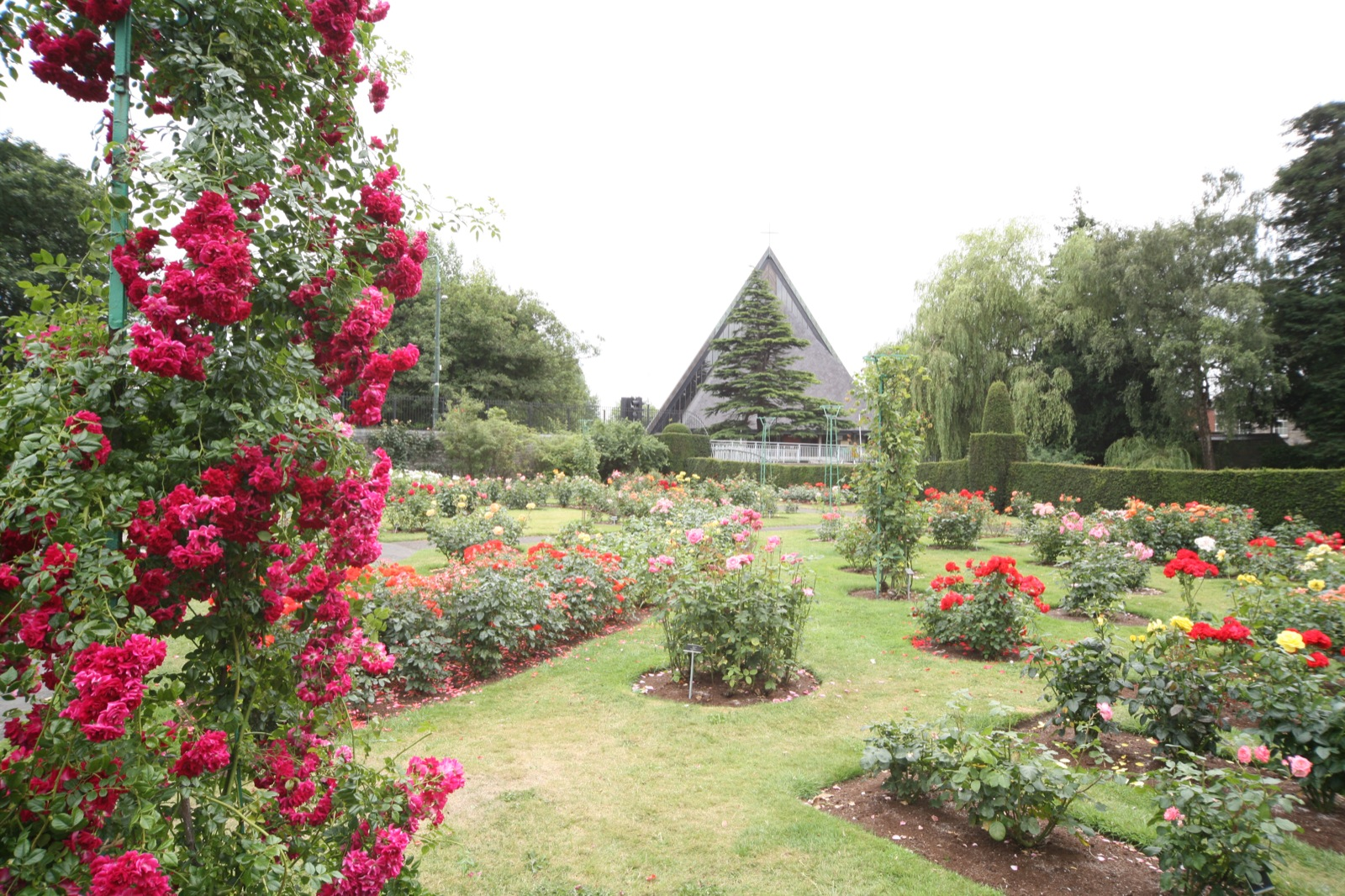
Rozarium